# Osman Zeki Üngör

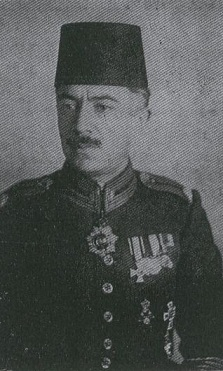
Osman Zeki Üngör

Osman Zeki Üngör (* 1880 in Istanbul; † 28. Februar 1958 ebenda) war ein türkischer Komponist, Violinist und Dirigent. Er war der erste Dirigent des Präsidialen Symphonieorchesters der Türkei („Cumhurbaşkanlığı Senfoni Orkestrası“). Üngör war außerdem an der Gründung des Staatlichen Konservatoriums beteiligt und war sein erster Leiter. Sein bedeutendstes Werk ist die Melodie der türkischen Nationalhymne İstiklâl Marşı.

## Leben
Üngör wurde 1880 im Istanbuler Stadtteil Üsküdar als Sohn eines Zuckerhändlers geboren. Sein Großvater war der bekannte osmanische Musiker am Sultanshof Santuri Hilmi Bey. Nachdem er die Mittelschule an der Militärakademie Beşiktaş abgeschlossen hatte, wurde er 1891 im Alter von elf Jahren an der Musikakademie des Orchesters des osmanischen Sultans angenommen, wo er schnell die Aufmerksamkeit seiner Lehrer, aber auch von Sultan Abdülhamit II., erregte. So bekam er bald Unterricht von den Chefviolinisten Vondra Bey und d’Aradna Pascha.
Nach seiner Ausbildung wurde Üngör erst Violinist im Orchester, dann erster Violinist und schließlich 1917 Dirigent. Er wurde zur treibenden Kraft beim Umbau des Orchesters von einem Militärorchester zu einem Symphonieorchester. Üngör gab außerdem Unterricht in Musikklassen des Istanbuler Jungengymnasiums und gab wöchentlich öffentliche Konzerte bei der Union française. Außerdem dirigierte er in Wien, Berlin, Dresden, München, Budapest und Sofia.
Bekannt wurde Üngör 1922 mit der Komposition der Melodie der türkischen Nationalhymne, deren Text Mehmet Akif Ersoy und deren Orchesterfassung Edgar Manas verfasst hatte. Bald wurde er Chefdirigent des Cumhurbaşkanlığı Senfoni Orkestrası in Ankara.
Üngör war eine Schlüsselfigur bei der Gründung der Musiki Muallim Mektebi, des Vorläufers des heutigen Staatskonservatoriums an der Hacettepe-Universität und war von 1924 bis 1934 deren Leiter. Er engagierte sich in dieser Zeit sehr für Gesetze, die begabten Studierenden eine Förderung durch den Staat garantieren und ihnen ein Stipendium für ein Auslandsstudium sichern sollten.
Nach seiner Pensionierung im Jahr 1934 lebte Üngör im Maçka Palas in Istanbul und starb dort 1958 im Alter von 78 Jahren. Seinem letzten Wunsch, den İstiklâl Marşı an seinem Grab zu spielen, entsprach die Regierung. Er war damit nach Ersoy erst die zweite Persönlichkeit in der Geschichte der Türkei, bei deren Bestattung die Nationalhymne gespielt wurde. Üngör wurde auf dem Friedhof Karacaahmet in Üsküdar beerdigt.